# كارلنتيني
كارلنتيني (بالإيطالية: Carlentini)‏ هي بلدية في مقاطعة سرقوسة في صقلية الإيطالية.

## السكان
في سنة 1861 بلغ عدد السكان 4٬900 نسمة، وتطور العدد ليصل في سنة 2011 لـ 17٬958 نسمة.
يظهر هذا المخطط البياني تطور النمو السكاني لـ كارلنتيني